# Amblypodia ocrida
Amblypodia ocrida är en fjärilsart som beskrevs av William Chapman Hewitson 1869. Amblypodia ocrida ingår i släktet Amblypodia och familjen juvelvingar. Inga underarter finns listade i Catalogue of Life.